# Byvaktare
Byvaktare var en funktionär i bysamhället på 1700- och 1800-talet vars uppgift var att hålla reda på eventuella konflikter i byn, att lösdrivare inte belastade gemensamma resurser ohämmat, samt att ordna en fungerande brandvakt.